# 七尾純
七尾 純（ななお じゅん、1936年8月28日 - 2012年4月22日）は、児童文学作家、児童向けの科学読物・絵本作家。
秋田県生まれ。本名・伊藤喜郎。玉川大学教育学科中退。児童施設指導員、出版社勤務の学習雑誌編集者を経て、1973年「七尾企画」を設立、絵本、幼年童話、科学図書などの企画、執筆に携わる。

## 著書
- 『じむたんのたいこ』坊奈緒子絵 あかね書房 日本の創作幼年童話 1969
- 『うみへいったちいさなさかな』松永禎郎絵 主婦と生活社 1971 はじめてのえほん
- 『えっさえっさ』松永禎郎絵 主婦と生活社 1971 はじめてのえほん
- 『おかあさんまって』井江春代絵 日本パブリッシング 1971
- 『このなえうえたら』松永禎郎絵 主婦と生活社 1971
- 『このゆびとまれ』松永禎郎絵 主婦と生活社 1971
- 『じゃんけんぽん』杉田豊絵 日本パブリッシング 1971
- 『ちびっこばす』松永禎郎絵 主婦と生活社 1971
- 『ながぐつかえして』松永禎郎絵 主婦と生活社 1971
- 『はんぶんちょうだい』村上豊絵 日本パブリッシング 1971
- 『ふしぎなたね』堀内誠一絵 日本パブリッシング 1971
- 『ぼくのうばぐるま』松永禎郎絵 日本パブリッシング 1971.
- 『もくもくぐも』柳原良平絵 日本パブリッシング 1971
- 『カラー自然シリーズ』全31巻　偕成社、1973-79
- 『ミツバチのふしぎ』栗林慧写真 科学のアルバム あかね書房 1973
- 『ちくたくちくたく』清水耕蔵絵 好学社 1973
- 『なにをかこうかな』今井弓子絵 好学社 1973
- 『むぎわらぼうし』渡辺三郎絵 好学社 1973
- 『たんぽぽとんだ』松永禎郎絵 好学社 1974
- 『ぼくのくりのき』早川博唯絵 好学社 1974
- 『あかね幼年カラー図鑑』全12巻　構成・文 あかね書房 1978-83
- 『こどもの季節1～12月の図鑑 カラー版』構成・文 ほるぷ出版 1981
- 『くもんの学習絵本』全17巻　くもん出版 1982-86
- 『からだのえほん』全4巻　あかね書房 1984-85
- 『自然たんけん』全20巻　構成・文 佐藤有恒指導　国土社 1985-88
- 『しまったくんはーい!』全6巻　守矢るり絵 河出書房新社 1985-86
- 『ハレーすい星を追う』構成・文 ほるぷ出版 1985
- 『ホッターのびのび』全11巻　高瀬のぶえ絵　河出書房新社 1986-87
- 『きょうからおしごと』向井長政絵 好学社 1986
- 『ノンノンすくすく』全4巻　高瀬のぶえ絵 河出書房新社 河出こどもの本　1986-87
- 『自然きらきら』全12巻 久保秀一写真 偕成社 1987-90
- 『図鑑こどもの季節 1～12月』構成・文 ほるぷ出版 1987-88
- 『陶器作り』右高英臣写真 あかね書房 やってみたいなこんなしごと 1989
- 『ナルホドからだたんけん』全12巻　国土社、1990-94
- 『手にことばをのせて ある手話劇団の記録』斉藤晴臣写真 あかね書房 1994
- 『校外学習に役立つみぢかな飼育と栽培』全16巻　国土社、1995
- 『おはなし飼育えほん』全4巻　くもん出版、1996
- 『教科書にでてくる生きものウォッチング』全7巻 あかね書房 1996
- 『まいあがれさよならの紙気球』中釜浩一郎絵 国土社 "緑の風"読み物シリーズ 1996
- 『がんばれわたしのアリエル もうどう犬をそだてる』渡辺あきお絵 学習研究社 ボランティアふれあいのえほん 1997
- 『手でお話しうれしいな 手話をみんなで学ぶ』藤本四郎絵 学習研究社 ボランティアふれあいのえほん 1997
- 『手ぶくろ人形パクパクパク おもちゃ図書館であそぶ』箕田美子絵 学習研究社 ボランティアふれあいのえほん 1997
- 『ペット119ばん』全8巻　国土社、1997-98
『イヌ』柳沢文昭監修、『ネコ』庄司茂夫監修、『ウサギ』中村ちはる監修、『カメ』野村潤一郎監修、『キンギョ』小田哲之亮監修、『小鳥』真田直子監修、『シマリス』越久田活子監修、『ニワトリ』中川美穂子監修、『ハムスター』田村裕美監修
- 『アサガオのつるは「右まき?」「左まき?」』アリス館 1999 調べるっておもしろい!
- 『たまごがさきか、ニワトリがさきか?』アリス館 2000 調べるっておもしろい!
- 『だれがつけたの?草木の名前』アリス館 2000 調べるっておもしろい!
- 『えほん・フォトかみしばい』全14巻　あかね書房、1999-2001
『ザリガニ』『メダカ』杉浦宏監修、『カエル』松井孝爾監修、『カタツムリ』奥谷喬司監修、『ツバメ』『わたり鳥』柿澤亮三監修、『アサガオ』『タンポポ』『ジャガイモ』『ヒマワリ』『ドングリ』清水清監修、『アゲハチョウ』『カブトムシ』『クワガタムシ』『アカトンボ』『アブラゼミ』『キリギリス』『ナナホシテントウ』長谷川仁監修
- 『みんなの総合学習からだと健康』全5巻　江口篤寿監修　大日本図書、2001
- 『環境ことば事典』全5巻　大日本図書 2001-02
- 『新・自然きらきら』全12巻　久保秀一写真 偕成社　2002-03
- 『タゲリ舞う里に』向井長政絵 あかね書房 2002
- 『どうしてわかるの?サクラが咲く日』アリス館 2002 調べるっておもしろい!
- 『土の総合学習』全4巻 あかね書房　2003
- 『どれがほんとう?恐竜のすがた』アリス館 2003 調べるっておもしろい!
- 『水の総合学習』全4巻　あかね書房 2003
- 『森の総合学習』全4巻　あかね書房 2004
- 『食の総合学習』全4巻　あかね書房 2005
- 『アサガオのつるはなぜまきつく 「うずまき」のふしぎ』国土社 2006 なぜ?どうして?理科のふしぎ学習
- 『カブトムシはなぜ飛べる ふしぎな自然のおり紙』国土社 2006 なぜ?どうして?理科のふしぎ学習
- 『すがたをかえるしずくのふしぎ 地球をたびする水』国土社 2006 なぜ?どうして?理科のふしぎ学習
- 『メダカのたまごはなぜまるい たまごの形くらべ』国土社 2006 なぜ?どうして?理科のふしぎ学習
- 『テクテク観察ツバメ日記』どいまき絵 あかね書房 ノンフィクション・キラリ 2008

## 注
1. ↑  『現代日本人名録』